# フィーナ・チィアルディ
フィーナ・チィアルディ（Fina Ciardi、1238年 - 1253年3月12日）は、カトリック教会の聖人。聖フィーナ（Saint Fina）と呼ばれる。イタリア・トスカーナ地方のサン・ジミニャーノにおいて、守護聖人として崇敬される。

## 生涯

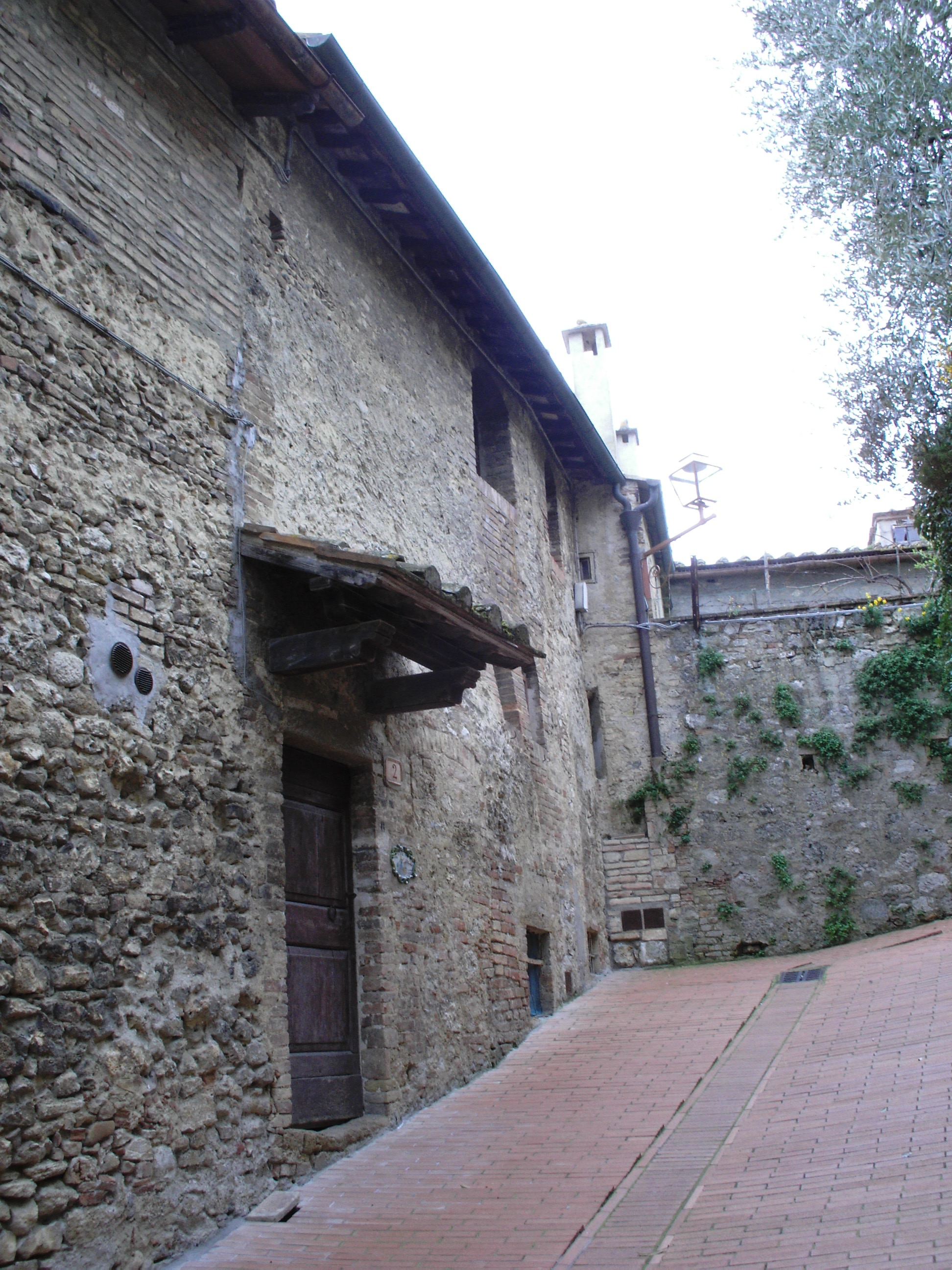
フィーナの家

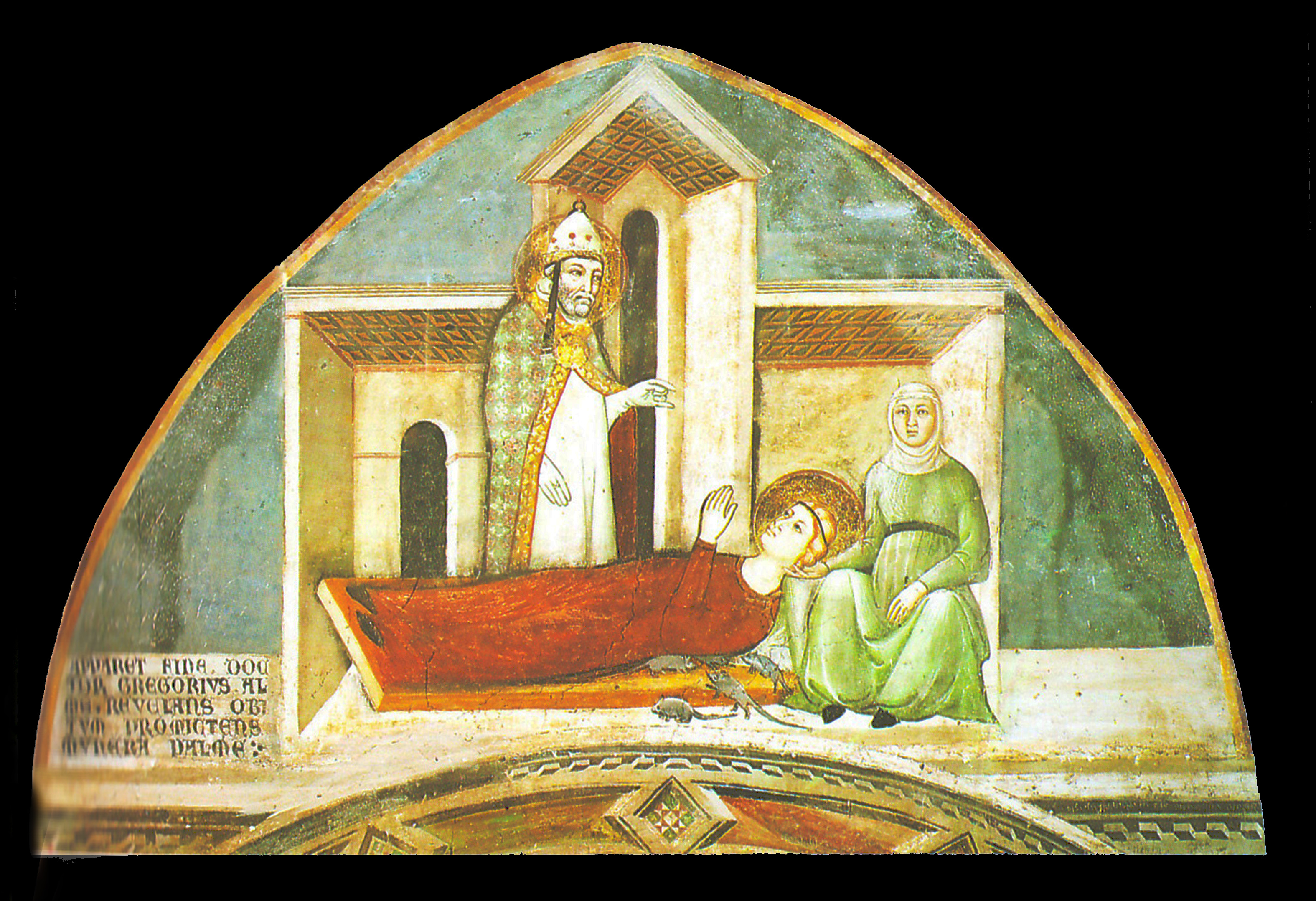
病床のフィーナの前に現れた聖グレゴリウス。フィーナにたかるネズミも描かれている

没落貴族の家系に生まれ、貧困生活を送っていた。フィーナは美しい少女だったが、遊びや娯楽に興味を示さないおとなしい性格だった。家でじっとしていることが好きで、交友を避け、どうしても外出せねばならないときは目を伏せるようにして歩いたという。
10歳になったとき、フィーナは病によって手足が麻痺して動かなくなった。木製のテーブルに横たわったまま、ベッドに移ることも体の位置を変えることも拒否して、5年間を過ごした。
やがて床擦れによってテーブルとの接触面が壊死してしまい、また腐乱した肉体に蛆やネズミがたかるようになったが、フィーナはこれを「喜ばしい忍耐」をもって耐えた。
死の一週間前、聖グレゴリウスが現れて、天国に召されることを告げた。
1253年3月12日、15歳で息を引き取った。すると、フィーナの髪の毛とベッドの上、さらに町中の塔の上におびただしい数のスミレが咲き乱れ、サン・ジミニャーノの町はスミレの芳香に包まれた。この奇跡によって「スミレの聖女(Santa delle Violette)」と呼ばれるようになった。またフィーナが死んだ日には、街中にある教会の鐘がひとりでに鳴り響いたという。

## 没後

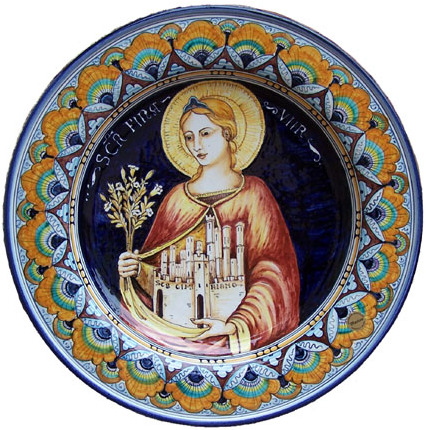
スミレを片手にマントの裾でサン・ジミニャーノを包む、街の守護聖人としてのフィーナ

フィーナの死の直後から、彼女のとりなしによって長年苦しんでいた多くの病人が完治したり、死者が蘇ったりする奇跡が起きた。
フィーナの墓は巡礼の中心地と化し、多くの寄進や奉納が行われた。サン・ジミニャーノの街では、市名の由来である聖ジミニャーノが都市の守護聖人として久しく崇められてきたが、フィーナ崇敬がそれに取って代わった。高まる聖女フィーナ信仰が引き金となって、1255年にサン・ジミニャーノは病人や貧窮者を収容する施設として、公立病院「聖フィーナ病院」の設立を決議し、フィーナをその守護聖人とした。
1400年代には、サン・ジミニャーノの守護者として熱烈に崇敬され、疫病や災害の救済者として祈りの対象とされた。しかし、サン・ジミニャーノの外においてはほとんど知られない、ローカルな聖人であった。現在でもサン・ジミニャーノでは、毎年11月に「スミレの聖女」祭りが行われている。